# Mollusca
I molluschi (Mollusca Cuvier, 1797) costituiscono il secondo phylum del regno animale per numero di specie (il primo phylum è costituito dagli artropodi), con 85 844 specie note. Sono animali marini, ma alcune specie hanno colonizzato le acque dolci come, ad esempio, i Bivalvi ed i Gasteropodi, ed alcune specie di questi ultimi si sono adattate anche all'ambiente terrestre. Sono divisi in otto classi e sembrano avere colonizzato tutti i biomi terrestri con l'eccezione dell'alta montagna.

## Etimologia
L'etimologia del termine si deve al latino mollis "molle", in quanto non possiedono un endoscheletro, ma un corpo muscolarizzato ed una particolare struttura rigida di supporto chiamata conchiglia.
Vengono chiamati anche malacozoi, dal greco antico μαλακός?, malakós ("molle") e ζῷον, zôion ("animale").

## Anatomia
È difficile descrivere unitariamente i molluschi date le numerose modificazioni che sono intervenute nel corso del tempo all'interno del phylum ad influenzarne la morfologia generale. Originariamente i precursori di questi animali non dovevano essere tanto diversi dai Monoplacofori, dai quali si pensa si siano irradiate le altre classi.
In generale i molluschi sono animali triblastici, bilateri, protostomi, schizocelomati, con capo, piede e conchiglia variamente sviluppati. La conchiglia, aspetto più rappresentativo del phylum, in alcuni casi si è persa, come in molti cefalopodi, in una fascia ridotta di gasteropodi e nell'intera classe degli aplacofori.
La maggior parte degli organi è situata in un sacco dei visceri, o massa viscerale, in posizione dorsale rispetto al piede muscoloso, come per esempio gli apparati escretore, digerente, circolatorio e genitale, tutti ben sviluppati, più un organo addetto alla formazione della conchiglia: il pallio (o mantello), piega cutanea dorsale che poggia sui derivati mesodermici ed è a diretto contatto con la conchiglia.
Questa è composta solitamente da tre strati: l'ipòstraco, formato da cristalli laminari di aragonite, l'ostraco, formato da cristalli prismatici di calcite e il periostraco, lo strato più esterno, costituito da materiale organico corneo, perlopiù proteico (il componente più noto del periostraco è la scleroproteina conchiolina, anche nota come 'conchina' o 'perlucina', le cui fibre contribuiscono a determinare le proprietà meccaniche della madreperla).
Lo spazio compreso fra il pallio e la conchiglia, intorno alla zona in cui sono a diretto contatto, prende il nome di cavità palleale, area nella quale trovano alloggio gli organi per la respirazione, nella maggioranza dei casi rappresentati da branchie (chiamate per la loro forma ctenidi).
Nei molluschi la respirazione branchiale diviene una necessità inderogabile poiché, proprio per via della conchiglia, poca superficie cutanea è a contatto con il mezzo acquatico e non è sufficiente per una respirazione affidata in via esclusiva a scambi gassosi attraverso il derma.
L'apparato per l'escrezione comprende metanefridi e nefrostomi corrispondenti a quelli degli anellidi. Nella cavità buccale di molti molluschi (Aplacofori, Poliplacofori, Gasteropodi, Monoplacofori, Scafopodi) è presente la radula, una struttura che varia da specie a specie e la cui forma più comune è quella di una lingua muscolosa che funge da nastro per varie fila di denti chitinosi, grazie ai quali i molluschi raschiano dal substrato le particelle alimentari. Negli Aplacofori, per esempio, non è visibile una struttura a nastro, ma piuttosto una serie di dentelli sorretti dalla faringe: questi molluschi non posseggono pertanto alcuna muscolatura specializzata, al contrario delle specie caratterizzate dalla presenza dell'odontoforo (il nastro complesso con denti chitinosi), le quali necessitano giocoforza di muscoli protrattori e retrattori per muovere il nastro della radula. Altre specie invece, come i bivalvi, non posseggono affatto la radula, che poco gioverebbe al loro sistema alimentare sospensivoro. Nei molluschi con odontoforo i denti sono prodotti continuamente da uno strato di cellule specializzate localizzate in prossimità del nastro: gli odontoblasti.
I molluschi sono in grado di produrre feci solide: in altri phyla marini i rifiuti possono essere eliminati nell'acqua e, anche se liquidi, non producono disturbo all'animale, ma nei molluschi lo sbocco anale è situato nella maggioranza dei casi entro la cavità palleale, dove sono situati anche gli organi per la respirazione; se le feci fossero cioè poco compatte finirebbero per venire risucchiate dal circolo d'acqua diretto alle branchie, con immaginabili conseguenze.

## Sistema nervoso
L'innervazione è un carattere tassonomico molto importante in questo phylum. Al pari di tutti i protostomi i molluschi hanno un sistema nervoso di chiara impostazione gastroneurale, molto diversificato nell'ambito del phylum. Troviamo per la precisione due tipi estremi di organizzazione, non separabili tuttavia con diagnosticità: un sistema nervoso cordonale, con i soli gangli cerebrali, e un sistema nervoso gangliare, con molti gangli specializzati nell'innervazione di specifici distretti del corpo.

### Sistema nervoso cordonale
Il sistema nervoso cordonale, il più semplice, qualifica le classi di molluschi meno complesse come Anfineuri, raggruppamento non monofiletico comprendente Monoplacofori, Poliplacofori, Solenogastri e Caudofoveati, accomunati dal fatto di avere un sistema nervoso costituito essenzialmente da quattro cordoni nervosi longitudinali, privi di gangli, regolati da un'unica massa nervosa costituente il ganglio sopraenterico, situato al di sopra della porzione anteriore dell'intestino e costituito da due gangli sopraesofagei (Aplacofori).
Anteriormente alla massa nervosa possono uscire alcune paia di sottili nervi cerebrali mentre da ciascun lato del ganglio si dipartono tre paia di connettivi: cerebrolaterali, cerebroboccali (mediani), cerebropedali (ventrali), due dei quali si prolungano posteriormente nei quattro cordoni longitudinali.
Nei Poliplacofori il ganglio sopraenterico è sostituito da un cingolo periesofageo, provvisto anche di gangli boccali accessori, dal quale si dipartono i quattro cordoni citati, che prendono il nome in questo caso di ventrali e viscero-palleali.
Nei Monoplacofori il sistema nervoso presenta andamento scalariforme (accenno di metameria) con dieci paia di nervi che raggiungono il piede. All'anello circumenterico che circonda il tubo digerente seguono due cordoni nervosi che si uniscono posteriormente formando una sorta di anello; i due cordoni circolari orizzontali (cordone laterale superiore e cordone pedale inferiore) sono uniti da varie commissure, ovvero dei ponti nervosi tra i gangli che creano delle interconnessioni; quando queste commissure sono numerose lo sviluppo dei gangli è ridotto: ciò è una caratteristica tipica dei taxa più primitivi quali Aplacofori, Monoplacofori e Poliplacofori.

### Sistema nervoso gangliare
Il sistema nervoso gangliare lo ritroviamo nelle principali classi del phylum (Gasteropodi, Bivalvi, Scafopodi, Cefalopodi); esso consta nella sua organizzazione tipica (ancestrale) di otto gangli principali simmetrici ed uniti da commessure trasversali.
Lo schema di base è pressoché simile in tutte le specie:
- coppia di gangli cerebrali sopraesofagei, che innervano gli organi di senso del capo;
- connettivi longitudinali diretti ai gangli pedali, pleurali e parietali (cerebrospinali, pleuroparietali o cerebroparietali, cerebropedali);
- gangli pedali sottoesofagei, che innervano il piede attraverso due cordoni pedali scalariformi agangliari (i gangli pedali e cerebrali costituiscono, con le loro commessure e connettivi, il cingolo periesofageo);
- coppia di gangli pleurali sopraesofagei, che innervano il mantello e gli organi di senso ad esso correlati;
- coppia di gangli parietali, che innervano parte del sacco dei visceri e gli organi ad esso correlati;
- coppia di gangli viscerali, che innervano parte del sacco dei visceri.

Questo schema di base può naturalmente variare da gruppo a gruppo.
Nei Cefalopodi, per esempio, il sistema nervoso appare centralizzato nel capo ed è in relazione con gangli stellati localizzati internamente al mantello e ai nervi viscerali, uniti da una commessura e diretti ai visceri e ai gangli gastrico-branchiali. Inoltre, nervi stomatogastrici collegano i gangli boccali al ganglio gastrico. In alcuni molluschi decapodi (calamari e affini in particolare) assoni dorsali giganti permettono rapide contrazioni del mantello e scatti sorprendenti. Più semplice è la condizione dei Bivalvi, nei quali si assiste quasi sempre (protobranchi a parte) alla fusione di due coppie di gangli che danno luogo ai gangli cerebropleurali, che innervano i palpi labiali, l'adduttore anteriore e parte del mantello, mentre i pedali si trovano alla base del piede e sono uniti ad essi tramite connettivi. I parietali ed i viscerali (spesso fusi) restano uniti dalle solite commessure e provvedono all'innervazione dei visceri, delle branchie, dell'adduttore posteriore, dell'altra parte del mantello, dei sifoni e degli organi di senso palleali. Peraltro, anche nei soli gasteropodi, osserviamo vari livelli di complessità del sistema nervoso. Famiglie molto primitive (Haliotidae, Patellidae) presentano un'organizzazione assai poco complessa, mentre in molti altri prosobranchi il sistema nervoso assume l'aspetto a gangli plurimi già visto.

### Chiastoneuria
Si è accennato alla torsione del sacco dei visceri, fenomeno che causa il ripiegamento dell'anello nervoso cerebro-viscerale, originariamente simmetrico, che si rigira attorno al canale alimentare assumendo una forma ad otto (chiastoneuria o streptoneuria). Il risultato di questa tendenza evolutiva caratterizza i gasteropodi Streptoneuri (Prosobranchi), contrapposti agli altri gasteropodi Eutineuri (Opistobranchi e Polmonati), i quali non manifestano streptoneuria in seguito alla ulteriore detorsione del sacco viscerale.
Questa torsione avviene nel passaggio tra lo stadio larvale e quello adulto, in corrispondenza dello stadio di larva veliger, in cui la massa viscerale (insieme a pallio e conchiglia) ha una rotazione di 180°: questa torsione avviene grazie ad un muscolo retrattore asimmetrico che si forma nella larva, di solito sul lato destro della conchiglia, passa poi sopra l'intestino nella porzione dorsale e si attacco in alto a sinistra, dietro il capo, con alcune congiunzioni anche a livello del piede. Le contrazioni di questo muscolo portano ad una rotazione di 90°, con una durata che varia dai pochi minuti alle diverse ore; si ha poi una seconda fase più lunga (che necessita di una crescita differenziale dei tessuti) seguita da una rotazione di ulteriori 90° che vede la torsione dei gangli viscerali, i quali assumono la cosiddetta disposizione ad otto (anche nota come streptoneuria). La condizione detorta prende invece il nome di eutineuria.
Tra i Polmonati e gli Opistobranchi, la tendenza alla torsione non è più visibile attraverso la sovrapposizione dei cordoni nervosi perché l'anello viscerale risulta estremamente accorciato ed i gangli ad esso correlati vengono ad essere più o meno incorporati in un cingolo periesofageo costituito da nove grossi gangli, corrispondenti a quelli tipici, con i due viscerali fusi. Tale tendenza verso la cefalizzazione dei centri nervosi la si osserva anche in altri gruppi di molluschi piuttosto evoluti, come i Cefalopodi, ove la massa gangliare viene addirittura racchiusa in una capsula protettiva cartilaginea.

### Organi di senso
Per quanto concerne gli organi di senso i molluschi presentano sempre cellule sensitive e gustative, oltre che statocisti (Bivalvi, Cefalopodi) ed organi chemiorecettori particolari, come gli osfradi (una coppia di organi innervati dai gangli parietali, allogati nella cavità palleale, vicino alle branchie, aventi funzione sia chemiorecettrice che meccanorecettrice, deputati a saggiare la corrente d'acqua che andrà ad irrorare le branchie e a rilevare la presenza di sostanze alimentari disciolte).
Riguardo alle statocisti, innervate dai gangli cerebrali, probabilmente il modello più complesso è quello fornitoci dai Cefalopodi, in prossimità del cervello dei quali è perfino presente un organo dell'equilibrio paragonabile ai canali semicircolari del nostro orecchio interno. Esse constano di un corpo calcareo in relazione a nervi e forniscono informazioni sulla posizione nello spazio dell'animale; risultano assenti nelle classi di molluschi Anfineuri.
Nei bivalvi e nei cefalopodi sono presenti efficienti organi tattili, consistenti in cellule sensoriali sparse sulla superficie del corpo, particolarmente abbondanti lungo il margine del mantello e all'estremità dei sifoni e, per i Gasteropodi, sui tentacoli del capo.
Riguardo alla vista, nei Molluschi troviamo tutti gli stadi di complessità a partire da ammassi poco evoluti di cellule fotosensibili (addirittura assenti in gruppi del tutto ciechi, come gli Scafopodi ed i Monoplacofori) ad occhi veri e propri, paragonabili quanto a complessità solo a quelli dei vertebrati. La vista può avere sia la funzione di localizzare la preda, o i nemici, o i conspecifici, (e questo vale per specie che dispongono di apparati visivi assai efficienti), ma soprattutto per orientarsi in relazione alla luce, discorso valido in special modo per le specie scavatrici (Olividae, Naticidae) in cui gli occhi tendono addirittura a regredire. Nelle Patellidae gli occhi sono molto semplici ed appaiono come fossette pigmentate aperte, prive di lente e cornea ed innervate dai gangli cerebrali; in Prosobranchi più evoluti (Trochus, Haliotis, Turbo) la vescicola ottica è munita di apertura stretta, piena di un umore vitreo. Nei Gasteropodi ancor più evoluti, l'occhio viene ad essere chiuso da una cornea formata da un epitelio bistratificato. Negli Eteropodi, pelagici, troviamo occhi tubolari telescopici, provvisti di una grossa lente e superficie retinica pieghettata; in questo gruppo la vista assume una funzione importante nella cattura della preda a discapito dell'osfradio, che regredisce (eccezione fra i Gasteropodi), e ciò spiega la raffinatezza degli organi per la vista in questi animali.
Ma è fra i cefalopodi che troviamo la massima espressione riguardo a questo aspetto, poiché in essi si viene a formare una struttura globulare fornita di lente, contenuta all'interno di un'orbita entro la quale può parzialmente ruotare; trattasi nella fattispecie di occhi eversi, nei quali (contrariamente a quanto accade nei vertebrati) i raggi luminosi colpiscono direttamente le cellule fotosensibili e non vengono riflessi da una superficie, essendo l'estremità sensitiva delle cellule recettrici orientate verso il foro della pupilla. L'accomodamento visivo è attuato allontanando o avvicinando il cristallino dalla retina e permette una notevole raffinatezza visiva, tanto che questi molluschi sono in grado di discriminare chiaramente forme e colori diversi, basando sulla vista gran parte delle loro attività. A conferma di ciò vi è la tendenza alla regressione di altri sistemi sensoriali. Nautilus a parte, infatti, l'osfradio viene perso ed al suo posto rimane una fossetta olfattoria al di sotto dell'occhio.
Seppure meno evoluti degli organi visivi dei Cefalopodi le serie di occhi di alcuni Bivalvi (per esempio i Pectinidae) rappresentano un efficiente sistema visivo costituito da una lunga sequenza di occhi che fuoriescono dalla fessura delle valve.
Tipici dei Poliplacofori sono gli esteti, organi di senso costituiti da pori situati nelle piastre calcaree e colmati da cellule di natura sensoriale dotati alla loro estremità distale di strutture a forma di lente. Tali esteti danno informazioni circa i movimenti dell'acqua e sull'intensità luminosa e sono in comunicazione fra loro attraverso una rete di fibrille nervose decorrenti in canalicoli. Gli esteti si presentano in due tipi diversi: il macroesteta ed il microesteta, differenti dal punto di vista delle dimensioni; a seconda della specie, inoltre, il numero e la distribuzione dei microesteti attorno ai macroesteti può variare.

## Origine
Un possibile albero filogenetico dei molluschi, a partire dai Lofotrocozoi, è stato proposto da Sigwart e Sutton nel 2007:
|  | Gastropoda                                                 |
|  |                                                            |
|  | \| \| Cephalopoda \| \| \| \| \| \| Scaphopoda \| \| \| \| |
|  |                                                            |
|  | Cephalopoda                                                |
|  |                                                            |
|  | Scaphopoda                                                 |
|  |                                                            |

|  | Cephalopoda |
|  |             |
|  | Scaphopoda  |
|  |             |

|  | Gastropoda                                                 |
|  |                                                            |
|  | \| \| Cephalopoda \| \| \| \| \| \| Scaphopoda \| \| \| \| |
|  |                                                            |
|  | Cephalopoda                                                |
|  |                                                            |
|  | Scaphopoda                                                 |
|  |                                                            |

|  | Cephalopoda |
|  |             |
|  | Scaphopoda  |
|  |             |

|  | Gastropoda                                                 |
|  |                                                            |
|  | \| \| Cephalopoda \| \| \| \| \| \| Scaphopoda \| \| \| \| |
|  |                                                            |
|  | Cephalopoda                                                |
|  |                                                            |
|  | Scaphopoda                                                 |
|  |                                                            |

|  | Cephalopoda |
|  |             |
|  | Scaphopoda  |
|  |             |

|  | Gastropoda                                                 |
|  |                                                            |
|  | \| \| Cephalopoda \| \| \| \| \| \| Scaphopoda \| \| \| \| |
|  |                                                            |
|  | Cephalopoda                                                |
|  |                                                            |
|  | Scaphopoda                                                 |
|  |                                                            |

|  | Cephalopoda |
|  |             |
|  | Scaphopoda  |
|  |             |

|  | Aplacophora    |
|  |                |
|  | Polyplacophora |
|  |                |

|  | Gastropoda                                                 |
|  |                                                            |
|  | \| \| Cephalopoda \| \| \| \| \| \| Scaphopoda \| \| \| \| |
|  |                                                            |
|  | Cephalopoda                                                |
|  |                                                            |
|  | Scaphopoda                                                 |
|  |                                                            |

|  | Cephalopoda |
|  |             |
|  | Scaphopoda  |
|  |             |

|  | Gastropoda                                                 |
|  |                                                            |
|  | \| \| Cephalopoda \| \| \| \| \| \| Scaphopoda \| \| \| \| |
|  |                                                            |
|  | Cephalopoda                                                |
|  |                                                            |
|  | Scaphopoda                                                 |
|  |                                                            |

|  | Cephalopoda |
|  |             |
|  | Scaphopoda  |
|  |             |

|  | Gastropoda                                                 |
|  |                                                            |
|  | \| \| Cephalopoda \| \| \| \| \| \| Scaphopoda \| \| \| \| |
|  |                                                            |
|  | Cephalopoda                                                |
|  |                                                            |
|  | Scaphopoda                                                 |
|  |                                                            |

|  | Cephalopoda |
|  |             |
|  | Scaphopoda  |
|  |             |

|  | Gastropoda                                                 |
|  |                                                            |
|  | \| \| Cephalopoda \| \| \| \| \| \| Scaphopoda \| \| \| \| |
|  |                                                            |
|  | Cephalopoda                                                |
|  |                                                            |
|  | Scaphopoda                                                 |
|  |                                                            |

|  | Cephalopoda |
|  |             |
|  | Scaphopoda  |
|  |             |

|  | Aplacophora    |
|  |                |
|  | Polyplacophora |
|  |                |

| Halwaxiida | \| \| Wiwaxia \| \| \| \| \| \| Halkieria \| \| \| \| |
|            | \| \| Wiwaxia \| \| \| \| \| \| Halkieria \| \| \| \| |
|            | Orthrozanclus                                         |
|            |                                                       |
|            | Wiwaxia                                               |
|            |                                                       |
|            | Halkieria                                             |
|            |                                                       |

|  | Wiwaxia   |
|  |           |
|  | Halkieria |
|  |           |

|  | Gastropoda                                                 |
|  |                                                            |
|  | \| \| Cephalopoda \| \| \| \| \| \| Scaphopoda \| \| \| \| |
|  |                                                            |
|  | Cephalopoda                                                |
|  |                                                            |
|  | Scaphopoda                                                 |
|  |                                                            |

|  | Cephalopoda |
|  |             |
|  | Scaphopoda  |
|  |             |

|  | Gastropoda                                                 |
|  |                                                            |
|  | \| \| Cephalopoda \| \| \| \| \| \| Scaphopoda \| \| \| \| |
|  |                                                            |
|  | Cephalopoda                                                |
|  |                                                            |
|  | Scaphopoda                                                 |
|  |                                                            |

|  | Cephalopoda |
|  |             |
|  | Scaphopoda  |
|  |             |

|  | Gastropoda                                                 |
|  |                                                            |
|  | \| \| Cephalopoda \| \| \| \| \| \| Scaphopoda \| \| \| \| |
|  |                                                            |
|  | Cephalopoda                                                |
|  |                                                            |
|  | Scaphopoda                                                 |
|  |                                                            |

|  | Cephalopoda |
|  |             |
|  | Scaphopoda  |
|  |             |

|  | Gastropoda                                                 |
|  |                                                            |
|  | \| \| Cephalopoda \| \| \| \| \| \| Scaphopoda \| \| \| \| |
|  |                                                            |
|  | Cephalopoda                                                |
|  |                                                            |
|  | Scaphopoda                                                 |
|  |                                                            |

|  | Cephalopoda |
|  |             |
|  | Scaphopoda  |
|  |             |

|  | Aplacophora    |
|  |                |
|  | Polyplacophora |
|  |                |

|  | Gastropoda                                                 |
|  |                                                            |
|  | \| \| Cephalopoda \| \| \| \| \| \| Scaphopoda \| \| \| \| |
|  |                                                            |
|  | Cephalopoda                                                |
|  |                                                            |
|  | Scaphopoda                                                 |
|  |                                                            |

|  | Cephalopoda |
|  |             |
|  | Scaphopoda  |
|  |             |

|  | Gastropoda                                                 |
|  |                                                            |
|  | \| \| Cephalopoda \| \| \| \| \| \| Scaphopoda \| \| \| \| |
|  |                                                            |
|  | Cephalopoda                                                |
|  |                                                            |
|  | Scaphopoda                                                 |
|  |                                                            |

|  | Cephalopoda |
|  |             |
|  | Scaphopoda  |
|  |             |

|  | Gastropoda                                                 |
|  |                                                            |
|  | \| \| Cephalopoda \| \| \| \| \| \| Scaphopoda \| \| \| \| |
|  |                                                            |
|  | Cephalopoda                                                |
|  |                                                            |
|  | Scaphopoda                                                 |
|  |                                                            |

|  | Cephalopoda |
|  |             |
|  | Scaphopoda  |
|  |             |

|  | Gastropoda                                                 |
|  |                                                            |
|  | \| \| Cephalopoda \| \| \| \| \| \| Scaphopoda \| \| \| \| |
|  |                                                            |
|  | Cephalopoda                                                |
|  |                                                            |
|  | Scaphopoda                                                 |
|  |                                                            |

|  | Cephalopoda |
|  |             |
|  | Scaphopoda  |
|  |             |

|  | Aplacophora    |
|  |                |
|  | Polyplacophora |
|  |                |

| Halwaxiida | \| \| Wiwaxia \| \| \| \| \| \| Halkieria \| \| \| \| |
|            | \| \| Wiwaxia \| \| \| \| \| \| Halkieria \| \| \| \| |
|            | Orthrozanclus                                         |
|            |                                                       |
|            | Wiwaxia                                               |
|            |                                                       |
|            | Halkieria                                             |
|            |                                                       |

|  | Wiwaxia   |
|  |           |
|  | Halkieria |
|  |           |

|  | Gastropoda                                                 |
|  |                                                            |
|  | \| \| Cephalopoda \| \| \| \| \| \| Scaphopoda \| \| \| \| |
|  |                                                            |
|  | Cephalopoda                                                |
|  |                                                            |
|  | Scaphopoda                                                 |
|  |                                                            |

|  | Cephalopoda |
|  |             |
|  | Scaphopoda  |
|  |             |

|  | Gastropoda                                                 |
|  |                                                            |
|  | \| \| Cephalopoda \| \| \| \| \| \| Scaphopoda \| \| \| \| |
|  |                                                            |
|  | Cephalopoda                                                |
|  |                                                            |
|  | Scaphopoda                                                 |
|  |                                                            |

|  | Cephalopoda |
|  |             |
|  | Scaphopoda  |
|  |             |

|  | Gastropoda                                                 |
|  |                                                            |
|  | \| \| Cephalopoda \| \| \| \| \| \| Scaphopoda \| \| \| \| |
|  |                                                            |
|  | Cephalopoda                                                |
|  |                                                            |
|  | Scaphopoda                                                 |
|  |                                                            |

|  | Cephalopoda |
|  |             |
|  | Scaphopoda  |
|  |             |

|  | Gastropoda                                                 |
|  |                                                            |
|  | \| \| Cephalopoda \| \| \| \| \| \| Scaphopoda \| \| \| \| |
|  |                                                            |
|  | Cephalopoda                                                |
|  |                                                            |
|  | Scaphopoda                                                 |
|  |                                                            |

|  | Cephalopoda |
|  |             |
|  | Scaphopoda  |
|  |             |

|  | Aplacophora    |
|  |                |
|  | Polyplacophora |
|  |                |

|  | Gastropoda                                                 |
|  |                                                            |
|  | \| \| Cephalopoda \| \| \| \| \| \| Scaphopoda \| \| \| \| |
|  |                                                            |
|  | Cephalopoda                                                |
|  |                                                            |
|  | Scaphopoda                                                 |
|  |                                                            |

|  | Cephalopoda |
|  |             |
|  | Scaphopoda  |
|  |             |

|  | Gastropoda                                                 |
|  |                                                            |
|  | \| \| Cephalopoda \| \| \| \| \| \| Scaphopoda \| \| \| \| |
|  |                                                            |
|  | Cephalopoda                                                |
|  |                                                            |
|  | Scaphopoda                                                 |
|  |                                                            |

|  | Cephalopoda |
|  |             |
|  | Scaphopoda  |
|  |             |

|  | Gastropoda                                                 |
|  |                                                            |
|  | \| \| Cephalopoda \| \| \| \| \| \| Scaphopoda \| \| \| \| |
|  |                                                            |
|  | Cephalopoda                                                |
|  |                                                            |
|  | Scaphopoda                                                 |
|  |                                                            |

|  | Cephalopoda |
|  |             |
|  | Scaphopoda  |
|  |             |

|  | Gastropoda                                                 |
|  |                                                            |
|  | \| \| Cephalopoda \| \| \| \| \| \| Scaphopoda \| \| \| \| |
|  |                                                            |
|  | Cephalopoda                                                |
|  |                                                            |
|  | Scaphopoda                                                 |
|  |                                                            |

|  | Cephalopoda |
|  |             |
|  | Scaphopoda  |
|  |             |

|  | Aplacophora    |
|  |                |
|  | Polyplacophora |
|  |                |

| Halwaxiida | \| \| Wiwaxia \| \| \| \| \| \| Halkieria \| \| \| \| |
|            | \| \| Wiwaxia \| \| \| \| \| \| Halkieria \| \| \| \| |
|            | Orthrozanclus                                         |
|            |                                                       |
|            | Wiwaxia                                               |
|            |                                                       |
|            | Halkieria                                             |
|            |                                                       |

|  | Wiwaxia   |
|  |           |
|  | Halkieria |
|  |           |

|  | Gastropoda                                                 |
|  |                                                            |
|  | \| \| Cephalopoda \| \| \| \| \| \| Scaphopoda \| \| \| \| |
|  |                                                            |
|  | Cephalopoda                                                |
|  |                                                            |
|  | Scaphopoda                                                 |
|  |                                                            |

|  | Cephalopoda |
|  |             |
|  | Scaphopoda  |
|  |             |

|  | Gastropoda                                                 |
|  |                                                            |
|  | \| \| Cephalopoda \| \| \| \| \| \| Scaphopoda \| \| \| \| |
|  |                                                            |
|  | Cephalopoda                                                |
|  |                                                            |
|  | Scaphopoda                                                 |
|  |                                                            |

|  | Cephalopoda |
|  |             |
|  | Scaphopoda  |
|  |             |

|  | Gastropoda                                                 |
|  |                                                            |
|  | \| \| Cephalopoda \| \| \| \| \| \| Scaphopoda \| \| \| \| |
|  |                                                            |
|  | Cephalopoda                                                |
|  |                                                            |
|  | Scaphopoda                                                 |
|  |                                                            |

|  | Cephalopoda |
|  |             |
|  | Scaphopoda  |
|  |             |

|  | Gastropoda                                                 |
|  |                                                            |
|  | \| \| Cephalopoda \| \| \| \| \| \| Scaphopoda \| \| \| \| |
|  |                                                            |
|  | Cephalopoda                                                |
|  |                                                            |
|  | Scaphopoda                                                 |
|  |                                                            |

|  | Cephalopoda |
|  |             |
|  | Scaphopoda  |
|  |             |

|  | Aplacophora    |
|  |                |
|  | Polyplacophora |
|  |                |

|  | Gastropoda                                                 |
|  |                                                            |
|  | \| \| Cephalopoda \| \| \| \| \| \| Scaphopoda \| \| \| \| |
|  |                                                            |
|  | Cephalopoda                                                |
|  |                                                            |
|  | Scaphopoda                                                 |
|  |                                                            |

|  | Cephalopoda |
|  |             |
|  | Scaphopoda  |
|  |             |

|  | Gastropoda                                                 |
|  |                                                            |
|  | \| \| Cephalopoda \| \| \| \| \| \| Scaphopoda \| \| \| \| |
|  |                                                            |
|  | Cephalopoda                                                |
|  |                                                            |
|  | Scaphopoda                                                 |
|  |                                                            |

|  | Cephalopoda |
|  |             |
|  | Scaphopoda  |
|  |             |

|  | Gastropoda                                                 |
|  |                                                            |
|  | \| \| Cephalopoda \| \| \| \| \| \| Scaphopoda \| \| \| \| |
|  |                                                            |
|  | Cephalopoda                                                |
|  |                                                            |
|  | Scaphopoda                                                 |
|  |                                                            |

|  | Cephalopoda |
|  |             |
|  | Scaphopoda  |
|  |             |

|  | Gastropoda                                                 |
|  |                                                            |
|  | \| \| Cephalopoda \| \| \| \| \| \| Scaphopoda \| \| \| \| |
|  |                                                            |
|  | Cephalopoda                                                |
|  |                                                            |
|  | Scaphopoda                                                 |
|  |                                                            |

|  | Cephalopoda |
|  |             |
|  | Scaphopoda  |
|  |             |

|  | Aplacophora    |
|  |                |
|  | Polyplacophora |
|  |                |

| Halwaxiida | \| \| Wiwaxia \| \| \| \| \| \| Halkieria \| \| \| \| |
|            | \| \| Wiwaxia \| \| \| \| \| \| Halkieria \| \| \| \| |
|            | Orthrozanclus                                         |
|            |                                                       |
|            | Wiwaxia                                               |
|            |                                                       |
|            | Halkieria                                             |
|            |                                                       |

|  | Wiwaxia   |
|  |           |
|  | Halkieria |
|  |           |

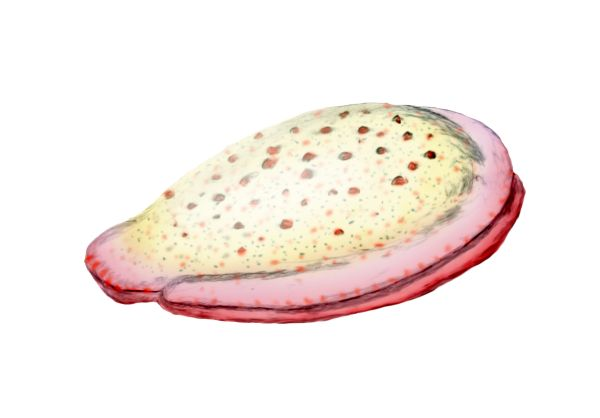
Ricostruzione ipotetica di Kimberella

La ricostruzione delle prime fasi della storia evolutiva dei molluschi è complessa. Infatti i loro più antichi progenitori molto raramente si fossilizzarono essendo privi di conchiglia. Successivamente, invece, le testimonianze abbondano, proprio per la facilità di fossilizzazione delle conchiglie.
Esistono nondimeno fossili significativi, lasciati dalle parti molli nelle sabbie di Ediacara e del Mar Bianco. Kimberella è ritenuta da molti studiosi (non tutti) uno di tali progenitori. Aveva uno strato dorsale ispessito, simile a una conchiglia nella forma, ma non mineralizzato.
Embriologicamente i molluschi sono affini agli anellidi: come questi ultimi sono schizoceli protostomi e si sviluppano tipicamente per segmentazione spirale dell'uovo fecondato (a parte i Cefalopodi, che dispongono di uova più ricche di vitello), inoltre, molte gastrule dei molluschi si sviluppano in trocofore simili a quelle degli Anellidi, il che lascerebbe presupporre una certa affinità. Spesso la trocofora è seguita da un'ulteriore fase larvale planctonica filtrante chiamata veliger, dotata di un piede, un mantello, una conchiglia abbozzata ed un organo natatorio bilobato detto velo. I "fossili viventi" appartenenti alla classe dei Monoplacofori, i quali presentano tracce di metameria, hanno indotto gli studiosi ad ipotizzare una notevole vicinanza filogenetica fra Anellidi e Molluschi, anche se le ripetizioni dei monoplacofori non sono omologhe alla segmentazione degli Anellidi. Probabilmente i due gruppi iniziarono a divergere circa 600 milioni di anni fa, specializzandosi nello scavo dei substrati gli Anellidi e nello strisciare sul fondo i Molluschi. Così facendo, mentre gli Anellidi svilupparono un corpo metamerico allungato, dotato di compartimenti celomatici spaziosi, pieni di liquido, costituendo un'efficiente macchina scavatrice con movimento serpeggiante e peristaltico, i primi molluschi persero via via la maggior parte del celoma, limitato alla sola cavità pericardica e agli spazi delle gonadi e dei nefridi comunicanti con questa, e svilupparono un corpo molle e compatto, utile per strisciare sul fondo del mare.
Durante ogni anno di vita il mollusco forma una nuova banda della sua conchiglia, solcata da centinaia di finissime linee di accrescimento che registrano il ciclo diurno delle maree. Il conteggio delle linee sottili presenti nell'ultima banda di accrescimento annuale della conchiglia ci dà un'indicazione approssimativa della stagione, o addirittura del mese, in cui è avvenuta la morte dei mollusco.

## Sistematica
A prima vista una chiocciola, una seppia e una vongola sembrano notevolmente diverse: solo uno studio più accurato può rivelare che le loro strutture sono variazioni di uno stesso piano fondamentale. La classificazione sistematica maggiormente plausibile, nonostante le divergenti opinioni degli studiosi, è schematizzata di seguito:
- Subphylum Aculiferi (Aculifera):
  - Classe Solenogastri (Solenogastres)
  - Classe Caudofoveati (Caudofoveata)
  - Classe Poliplacofori (Polyplacophora)
- Subphylum Conchiferi (Conchifera):
  - Classe Monoplacofori (Monoplacophora)
  - Classe Gasteropodi (Gastropoda)
  - Classe Bivalvi (Bivalvia)
  - Classe Scafopodi (Scaphopoda)
  - Classe Cefalopodi (Cephalopoda)
  - Classe Rostroconchi (Rostroconchia) †
  - Classe Helcionelloida †
  - Classe Tentaculita †